# Nakhlat Jumeira
Nakhlat Jumeira (in arabo نخلة جميرا ‎?), nota anche come Palm Jumeira o Palm Jumeirah, è una comunità dell'Emirato di Dubai, negli Emirati Arabi Uniti. Si trova nel Settore 3 nella zona occidentale di Dubai e coincide con l'omonima isola artificiale.

## Storia
Palm Jumeirah è un'isola artificiale che fa parte delle Isole delle Palme, un complesso di tre isole la cui realizzazione doveva incrementare l'economia di Dubai, estendendo la costa marina fruibile a fini turistici. Palm Jumeirah è stata la prima di tali isole la cui costruzione è iniziata nel 2001. La realizzazione è stata affidata alla Nakheel Properties, una società di sviluppo immobiliare di proprietà del governo di Dubai, ed i lavori dovevano terminare entro il 2006. A fine 2006 il 75% dei circa 4.000 immobili previsti era pronto e circa 500 famiglie si erano trasferite sull'isola.
La fine dei lavori può essere considerata nel novembre 2008, quando fu inaugurato l'Hotel Atlantis, uno degli edifici più iconici di Dubai. L'inaugurazione, avvenuta il 20 novembre, è stata celebrata con uno coctail per 2000 persone. Fra gli invitati c'erano personaggi famosi come Robert de Niro, Janet Jackson, Wesley Snipes, Michael Jordan e Charlize Theron. L'evento è stato completato da una esibizione della cantante Kylie Minogue e da uno spettacolo pirotecnico della durata di 15 minuti realizzato dalla nota azienda di fuochi d'artificio 
americana Fireworks by Grucci.

## Territorio
Il territorio della comunità occupa una superficie di 26,7 km² che corrisponde all'area complessivamente occupata dall'isola artificiale di Palm Jumeirah.
L'isola si trova lungo la costa centrale di Dubai, di fronte alla spiaggia di Al Sufouh a circa 20 km a sud-ovest dal centro di Dubai. È collegata con la terraferma da un doppio ponte su cui scorre la Palm Jumeirah Road che collega l'isola alle strade che scorrono lungo la costa.
L'isola ha la forma di una palma con un ampio tronco che la collega alla terraferma mediante un doppio ponte. Sul prolungamento del tronco, più sottile, si diramano 17 fronde. Questa struttura è circondata da un frangiflutti a forma di mezzaluna, chiamato The Crescent,
diviso in tre settori per facilitare il riciclo dell'acqua marina, lungo circa 12 km e largo 250 metri. L'intera struttura ha una forma ellittica con l'asse maggiore lungo circa 5,6 km e l'asse minore lungo circa 5 km.
All'estremità nord-occidentale, il vertice dell'isola principale a forma di palma è collegato alla mezzaluna esterna tramite un tunnel sottomarino lungo 1400 metri, di cui 600 completamente sotto il mare alla profonìdita di 25 metri. Il tunnel prevede tre corsie di traffico in entrambe le direzioni e una cella centrale per il traffico di emergenza. La larghezza esterna e l'altezza del tunnel sono rispettivamente di 37 metri e 9,6 metri.
La realizzazione fisica dell'isola è stata fatta dalla società olandese Van Oord utilizzando una tecnica di sottrazione della terra al mare chiamata rainbowing, in cui la sabbia dragata dal fondo marino viene "soffiata" a grande velocità (circa 10 m/s) sul posto dove deve essere realizzata la terra con il supporto di un sistema GPS consentendo un posizionamento molto preciso. La sabbia soffiata forma un arco di colore marrone in aria da cui il nome rainbowing (creazione di arcobaleno).
Palm Jumeirah è una comunità mista che mette a disposizione ville di lusso, case a schiera, appartamenti e hotel, nonché luoghi di culto e
altri servizi, fra cui, scuole, ristoranti, centri commerciali e cliniche mediche. Gli appartamenti, hotel e i servizi, si trovano lungo il tronco centrale dell'isola e sull'isola a mezzaluna chiamata The Crescent, mentre le ville sono principalmente lungo le fronde. I principali punti di riferimento dell'area sono
- Hotel Atlantis. Hotel a 5 stelle situato sull'isola The Crescent, ispirato all'archiitettura araba, offre 1.539 camere con vista sull'oceano. Ci sono diverse possibili opzioni in termini di letti disponibili e servizi annessi. Vi sono anche delle suite in tre diverse tipologie; Terrace Suite, Executive Suite e Regal Suite. Le suite Terrace sono dotate di terrazza che offrono uno ampio spazio esterno. Le suite executive offrono un ambiente caldo e accogliente con angolo cottura, soggiorno, balcone e uno spazio di lavoro separato. Le suite regali sono composte da una ampia camera da letto principale che si apre su un salone, un bagno esclusivo e un balcone. Per un soggiorno ancora più esclusivo sono disponibili le Signature Suites, suddivise in quattro categorie. Queste includono la Royal Bridge Suite, la Underwater Suite, la Presidential Suite e la Grand Atlantis Suite.[12] Oltre alle camere e suite l'Atlantis offre anche una serie di attività per ospiti e visitatori. Fra queste:
  - parco acquatico Aquaventure. Aperto nel 2008 e ingrandito nel 2021, l'Aquaventure Waterpark è oggi il parco marino più grande del mondo. Dispone di un totale di 30 scivoli d'acqua distribuiti su varie torri. Fra queste le più interessanti sono:[13]
    - Trident Tower di recente apertura, è alta 48 metri e dispone di 12 scivoli;
    - Poseidon Tower alta 31 metri, con gli scivoli Aquaconda (uno dei più grandi al mondo), Poseidon's Revenge, Zoomerango e Slitherine;
    - Tower of Neptune, con gli scivoli: Shark Attack, The Leap of Faith e Water Coasters. Il Leap of Faith è probabilmente il più emozionante: un mega scivolo alto nove piani che attraversa un tubo trasparente circondato da squali;

  - acquario Lost Chambers. Questo acquario è uno dei più grandi acquari del mondo con oltre 65.000 specie marine e un volume 11 milioni di litri d'acqua, ospita oltre 21 habitat marini. Oltre ad osservare le specie marina dall'esterno, è possibile fare delle esperienze più coinvolgenti: dal semplice snorkeling ad esperienze più complete quali passeggiate sul fondo del mare e vere immersioni.[14]

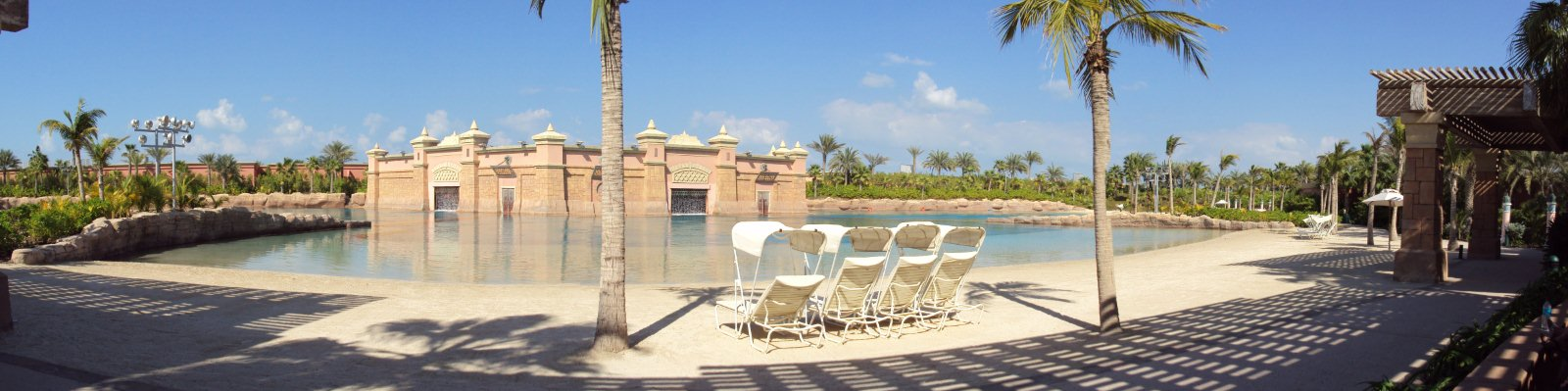
Dolphin Bay

- - Dolphin Bay (Baia dei Delfini). Con oltre 26 milioni di litri d'acqua e sabbia silicea di alta qualità, Dolphin Bay è una delle attrazioni più esclusive di Atlantis. Ci sono tre lagune in cui possono essere fatte esperienze diverse a contatto diretto coi delfini:[15]
    - Incontro con i delfini (interazione in acque poco profonde). Questa attività consente a persone di tutte le età di toccare, abbracciare, accarezzare, coccolare e giocare con i delfini stando in piedi nell'acqua alta fino alla cintola.
    - Avventura con i delfini (interazione in acque profonde). Questa attività consente di fare una nuotata con i delfini. I partecipanti devono avere buone capacità di nuoto. È disponibile solo per i bambini dagli 8 anni in su.
    - Trekking con i delfini. Questa attività consente ai visitatori più esperti di fare un'interazione subacquea a 3 metri di profondità indossando pinne e casco Sea-Trek forniti localmente. Questa esperienza è disponibile solo per gli ospiti di età pari o superiore a 8 anni, ed inoltre i bambini di età pari o inferiore a 12 anni devono essere accompagnati da un tutore.
- centro commerciale Nakheel Mall. Aperto al pubblico il 28 novembre 2019, questo centro commerciale ha una superficie di 420.000 m², con oltre 300 negozi al dettaglio e un parcheggio sotterraneo che può ospitare 4.000 veicoli. È caratterizzato da una notevole presenza di marchi di lusso, ristoranti e caffetterie.[16]
- complesso residenziale Tiara Residences. È un complesso di sette edifici di 15 piani chiamati: Diamond, Aquamarine, Ruby, Emerald, Tanzanite, Amber e Sapphire. Dispone di un totale di 644 appartamenti con 1, 2 e 3 camere da letto e attici con 4 camere da letto. Il complesso dispone di parcheggi interrati in ogni edificio con uno spazio complessivo per 1.300 veicoli. È dotato di piscina, palestra, sauna, jacuzzi, campo da pallavolo, area barbecue e area giochi.[17]
- complesso residenziale Oceana. È un complesso di sette edifici di 13 piani chiamati: Atlantic, Caribbean, Pacific, Adriatic, Aegean, Baltic e Southern. Dispone di un totale di 644 appartamenti con 1, 2 e 3 camere da letto e attici. Dispone di un parcheggio e accesso privato alla spiaggia.[18]
- moschea Abdul Rahman Saddiq, detta Jumeirah’s Spine Mosque;[19]

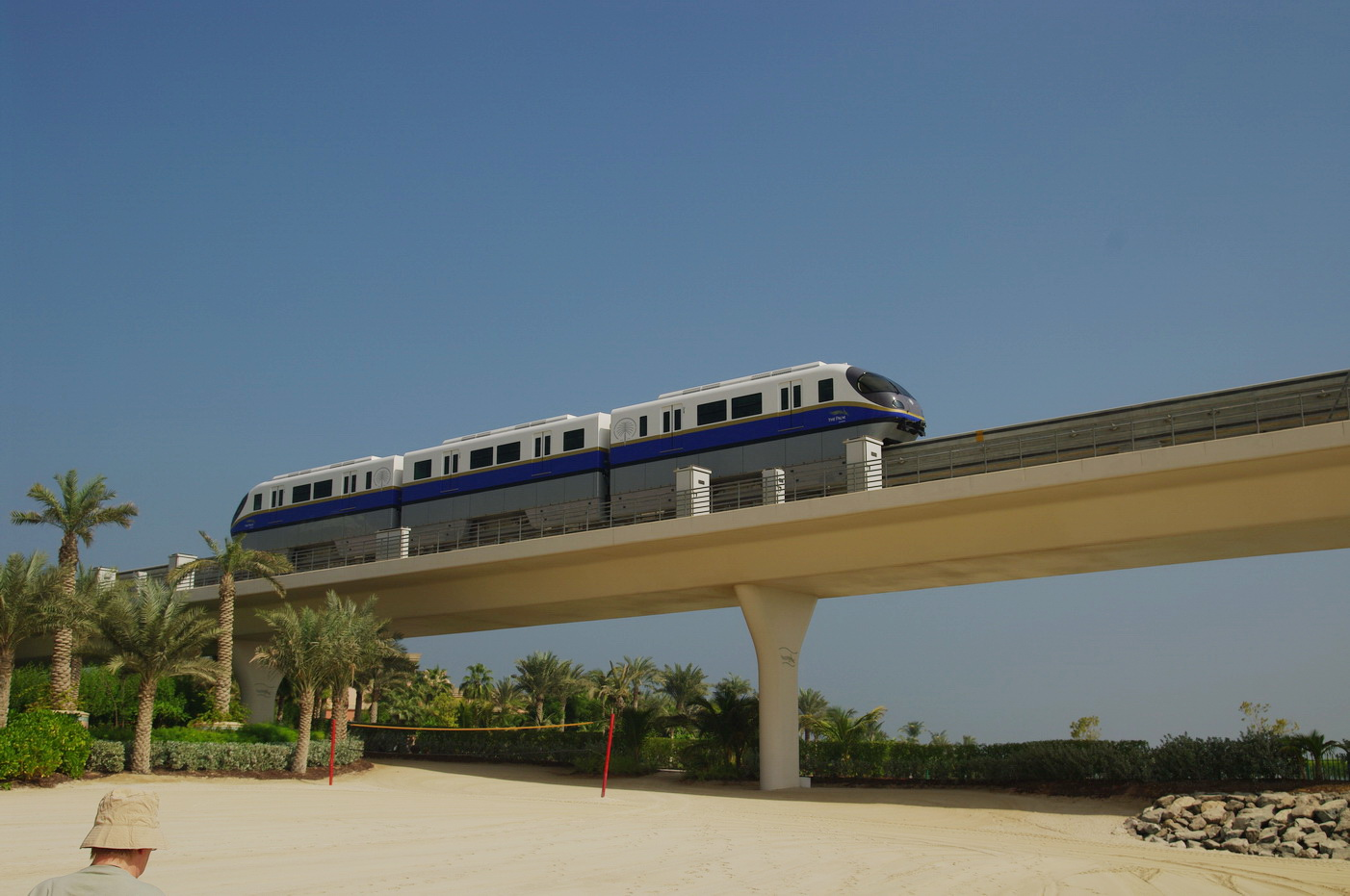
Monototaia di Palm Jumeirah

L'area è servita dalla linea della Monorotaia Palm Jumeirah che collega la stazione di Gateway sulla terraferma, con la stazione di Atlantis Aquaventure presso l'Hotel Atlantis, sull'isola a mezzaluna, percorrendo tutto il tronco della palma lungo la Palm Jumeirah Road. La stazione di Gateway funge da punto di intersambio consentendo il collegamento con altre linee di superficie e con la Tranvia di Dubai che collega la comunità di Al Sufouh con quella di Dubai Marina. La tranvia a sua volta possiede due stazioni, Jumeirah Lakes Towers e Dubai Marina, che fungono da interscambio con la linea rossa della metropolitana di Dubai.